# Koirasenluodot
Koirasenluodot är klippor i Finland.   De ligger i landskapet Kymmenedalen, i den södra delen av landet, 150 km öster om huvudstaden Helsingfors.
Terrängen runt Koirasenluodot är mycket platt.  Närmaste större samhälle är Virojoki, 19,9 km norr om Koirasenluodot. 